# Erni Mangold

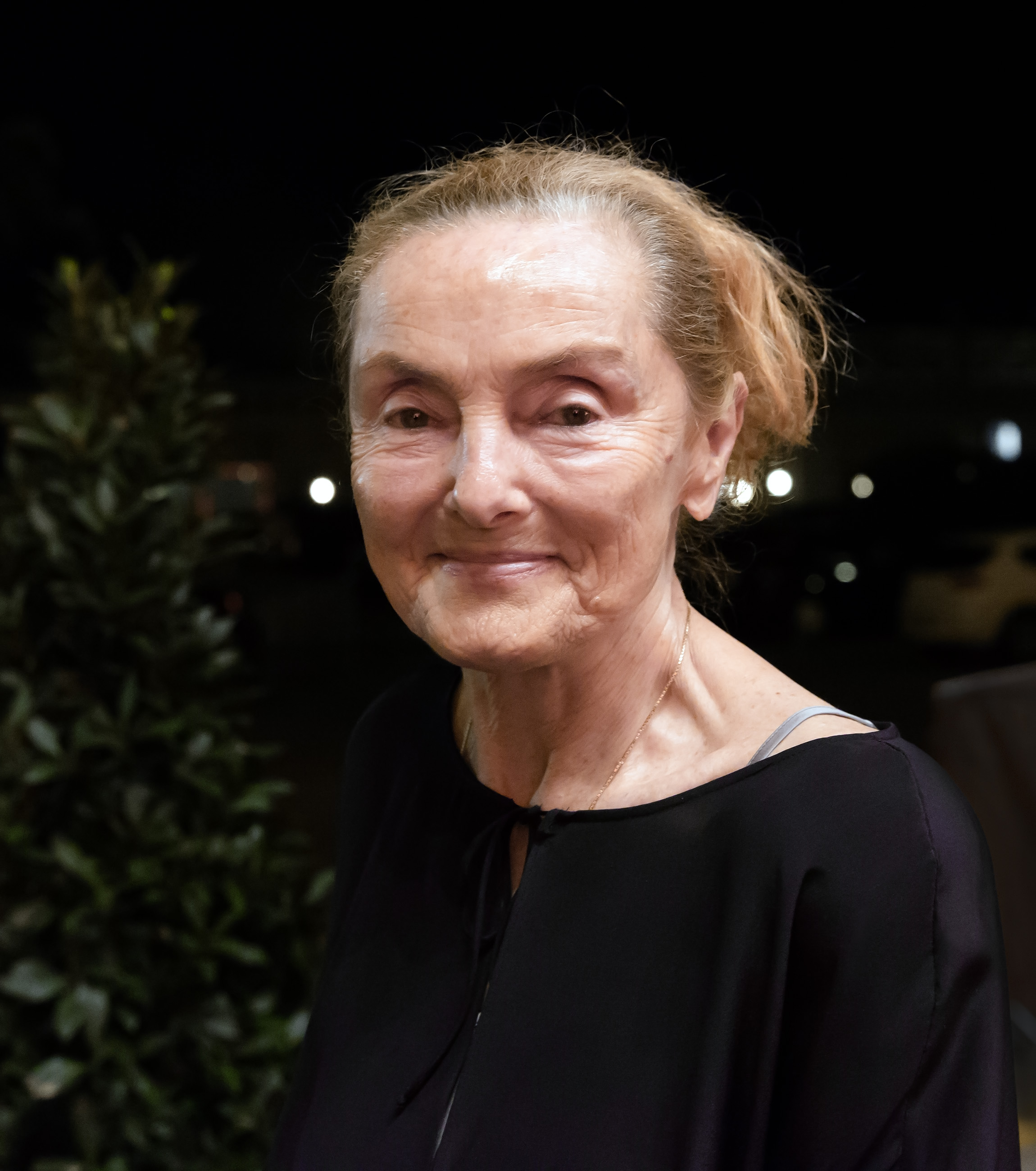
Erni Mangold (2015)

Erni Mangold (* 26. Jänner 1927 in Großweikersdorf, Niederösterreich, Österreich; auch Erna Mangold und Ernie Mangold; bürgerlich Ernestine Goldmann) ist eine österreichische Schauspielerin und Regisseurin.

## Leben
Erni Mangold entstammt einer Künstlerfamilie. Der Vater, Schuldirektor im Brotberuf, war Maler. Die Mutter, die der Familie zuliebe auf eine mögliche Karriere als Konzertpianistin verzichtet hatte, gab ihr vom vierten bis zum vierzehnten Lebensjahr Klavierunterricht.
Nach ihrer Ausbildung an der Schauspielschule Krauss war Erni Mangold von 1946 bis 1956 am Wiener Theater in der Josefstadt engagiert, von 1955 bis 1963 unter Gustaf Gründgens am Deutschen Schauspielhaus in Hamburg, danach am Düsseldorfer Schauspielhaus unter Karl-Heinz Stroux. Nach verschiedenen Engagements in Wien und Deutschland war sie 1972 am Salzburger Mozarteum tätig, anschließend unterrichtete sie in der Theaterschule Helmuth Krauss und am Max Reinhardt Seminar und war von 1984 bis 1995 Professorin an der Hochschule für Musik und darstellende Kunst in Wien.

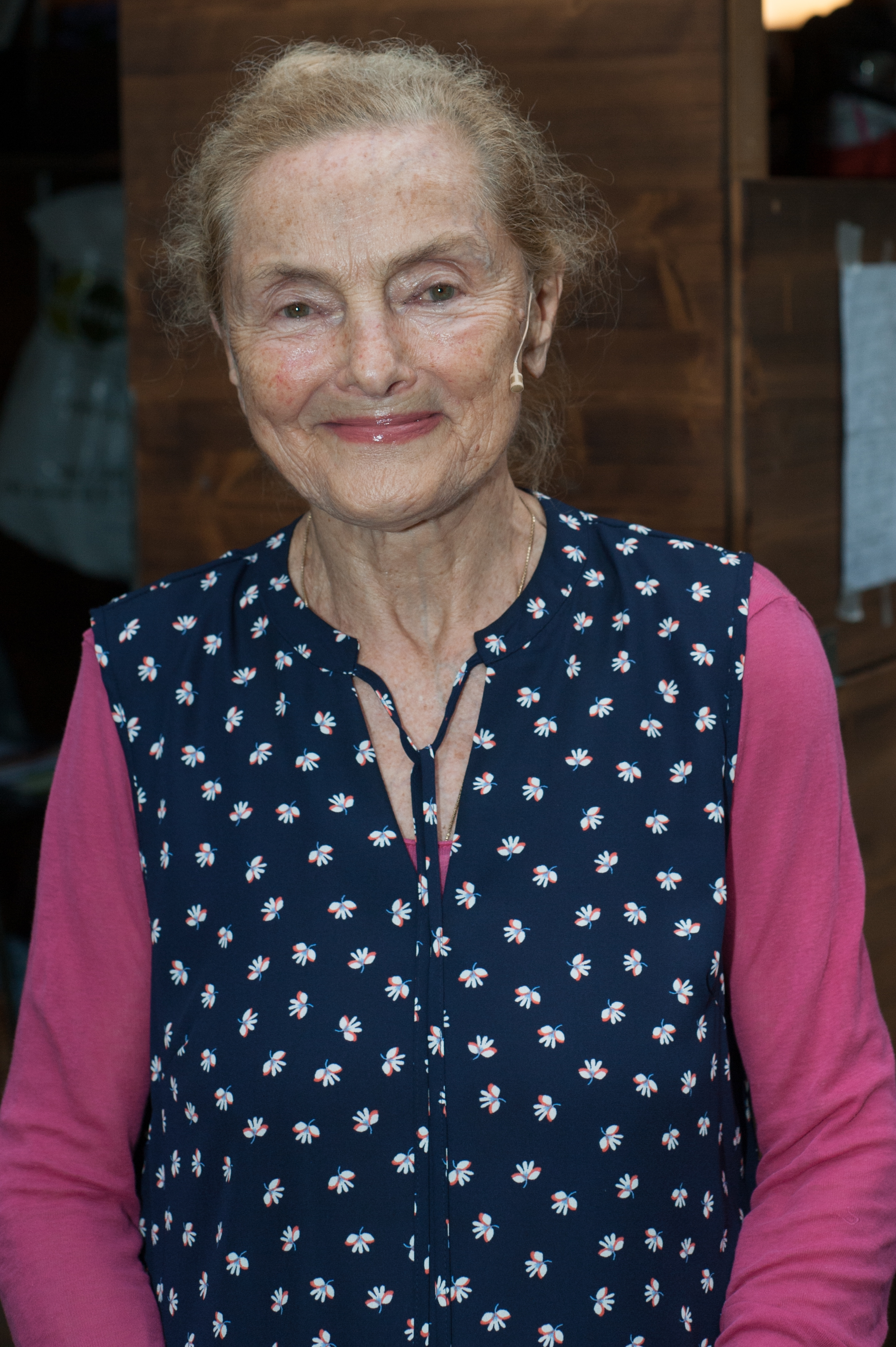
Erni Mangold im Bühnenkostüm für Kalender Girls (2016)

Erni Mangold ist in über sechzig Filmen und über zwanzig TV-Produktionen zu sehen, am bekanntesten war ihre Rolle als Geliebte des Sehers in dem Film Hanussen von O. W. Fischer. Sie wirkte auch in drei Folgen der Krimiserie Kottan ermittelt und in einigen Tatort-Episoden mit. Im Jänner 2017 gab sie bekannt, mit der Produktion Harold und Maude an den Wiener Kammerspielen ihren Abschied von der Bühne nehmen zu wollen, im Dezember 2017 fand die letzte Vorstellung statt.
Von 1958 bis 1978 war sie mit dem Schauspieler Heinz Reincke verheiratet. Sie lebt heute in St. Leonhard am Hornerwald.

## Filmografie (Auswahl)

### Filme
- 1948: Das andere Leben
- 1948: Der Engel mit der Posaune
- 1949: Zweimal verliebt (Liebe Freundin)
- 1949: Lambert fühlt sich bedroht
- 1952: Abenteuer im Schloss
- 1953: Der Vogelhändler
- 1953: Der letzte Walzer
- 1953: Fiakermilli – Liebling von Wien (Die Fiakermilli)
- 1954: Der Förster vom Silberwald (Echo der Berge)
- 1954: Ein Haus voll Liebe
- 1955: Hanussen
- 1955: Ingrid – Die Geschichte eines Fotomodells
- 1955: Der falsche Adam
- 1956: Die Ehe des Dr. med. Danwitz
- 1956: …und wer küßt mich? (Ein Herz und eine Seele)
- 1956: Uns gefällt die Welt
- 1956: Lügen haben hübsche Beine
- 1956: Skandal um Dr. Vlimmen
- 1956: Ein Herz kehrt heim
- 1957: Tolle Nacht
- 1958: Der Maulkorb
- 1958: Die Halbzarte
- 1959: Bobby Dodd greift ein
- 1960: Frau Warrens Gewerbe
- 1960: Aufruhr (Fernsehfilm)
- 1960: Sturm im Wasserglas
- 1966: Die Hinrichtung (Fernsehfilm)
- 1967: Wenn es Nacht wird auf der Reeperbahn
- 1970: Das Geld liegt auf der Bank
- 1972: Kinderarzt Dr. Fröhlich
- 1972: Sie nannten ihn Krambambuli
- 1979: Kassbach
- 1981: Der Bockerer
- 1981: Die Weltmaschine
- 1981: Den Tüchtigen gehört die Welt
- 1983: Strawanzer
- 1986: Mit meinen heißen Tränen
- 1995: Before Sunrise
- 1997: Qualtingers Wien
- 1998: Drei Herren
- 2001: Edelweiß
- 2001: Blumen für Polt
- 2002: Wer liebt, hat Recht
- 2002: Ein Hund kam in die Küche
- 2003: Annas Heimkehr
- 2003: Blatt und Blüte – Die Erbschaft
- 2004: Bauernprinzessin (Fernsehfilm)
- 2007: Zodiak – Der Horoskop-Mörder (vierteiliger Fernsehfilm)
- 2007: Copacabana
- 2008: Nordwand
- 2008: Anonyma – Eine Frau in Berlin
- 2009: Hinter Kaifeck
- 2009: Romy (Fernsehfilm)
- 2010: Kottan ermittelt: Rien ne va plus (Film)
- 2010: Tod in Istanbul
- 2011: Anfang 80
- 2011: Pilgerfahrt nach Padua
- 2012: Das Wunder von Merching
- 2013: 3096 Tage
- 2013: Und Äktschn!
- 2014: Der letzte Tanz
- 2014: Von jetzt an kein Zurück
- 2014: Der Vampir auf der Couch
- 2015: Ein Sommer im Burgenland (Fernsehfilm)
- 2016: Der Hunderteinjährige, der die Rechnung nicht bezahlte und verschwand
- 2017: La Pasada – Die Überfahrt
- 2018: Murer – Anatomie eines Prozesses
- 2019: Allmen und das Geheimnis der Dahlien
- 2020: Das Geheimnis der Freiheit
- 2020: Schönes Schlamassel

### Fernsehserien
- 1958: Eine Geschichte aus Soho – Der Dank der Unterwelt
- 1966: Hafenpolizei – Der Nerz
- 1970: Der Kommissar (Fernsehserie) – Die kleine Schubelik
- 1973: Hallo – Hotel Sacher … Portier! (Folge 1x09)
- 1974: Tatort: Mord im Ministerium
- 1977–1983: Kottan ermittelt (3 Folgen)
- 1989: Tatort: Geld für den Griechen
- 1995–2004: Kommissar Rex (3 Folgen)
- 1996: Kaisermühlen Blues (Folge 3x10)
- 1999: Tatort – Nie wieder Oper
- 2002: Der Bulle von Tölz: Liebespaarmörder
- 2004: Schlosshotel Orth (Folge 8x08)
- 2004: Bloch – Ein Fleck auf der Haut
- 2009: Schnell ermittelt (Folge 1x10)
- 2013: Paul Kemp – Alles kein Problem (Folge 1x10)
- 2013: Tatort: Aus der Tiefe der Zeit
- 2014: Die Detektive (Folge 1x09)
- 2015, 2016: Der Alte (Folgen 40x05, 42x06, 45x03)
- 2015: Landkrimi – Der Tote am Teich
- 2016: Frühling – Hundertmal Frühling
- 2017: Stadtkomödie – Herrgott für Anfänger
- 2018: Landkrimi – Der Tote im See
- 2019: Vienna Blood – Die letzte Séance
- 2019: Der Bozen-Krimi – Falsches Spiel

## Hörspiele
- 1982: Eugène Ionesco: Delirium zu Zweit – auf unbegrenzte Zeit. Regie: Ferry Bauer (Hörspielbearbeitung – ORF Oberösterreich)
- 1984: Otto Brusatti: Die letzten Stunden der Menschheit. Regie: Otto Brusatti (ORF/WDR)
- 2015: David Zane Mairowitz: Hornissengedächtnis. Regie: David Zane Mairowitz (SRF/ORF)

## Auszeichnungen und Titel
- 1971: Kainz-Medaille
- 2000: Kammerschauspielerin
- 2004/2005: Karl-Skraup-Preis
- 2005: Nestroy-Theaterpreis in der Kategorie Beste Nebenrolle
- 2006: Goldenes Ehrenzeichen für Verdienste um das Land Wien
- 2009: Großes Goldenes Ehrenzeichen für Verdienste um das Bundesland Niederösterreich
- 2012: Österreichisches Ehrenkreuz für Wissenschaft und Kunst
- 2014: Johann-Nestroy-Ring der Stadt Bad Ischl[6]
- 2015: Österreichischer Filmpreis für die beste weibliche Darstellerin[7]
- 2016: Großer Schauspielpreis 2016 im Rahmen der Diagonale[8]
- 2017: Goldener Rathausmann[9]
- 2022: Platin-Romy der Akademie für das Lebenswerk[10]